# Nahirne, Mostîska
Nahirne (în ucraineană Нагірне) este un sat în comuna Krîsovîci din raionul Mostîska, regiunea Liov, Ucraina.

## Demografie
Componența lingvistică a localității Nahirne
     Ucraineană (99,31%)
     Alte limbi (0,69%)
Conform recensământului din 2001, majoritatea populației localității Nahirne era vorbitoare de ucraineană (99,31%), existând în minoritate și vorbitori de alte limbi.